# Fiat A.33
Il Fiat A.33 o Fiat A33 R.C. 35 era un motore aeronautico 12 cilindri a V di 60° raffreddato a liquido sovraalimentato, prodotto dall'azienda italiana Fiat Aviazione negli anni trenta, capace di  710 CV (522 kW) a 2 600 g/min.